# Ikonostas

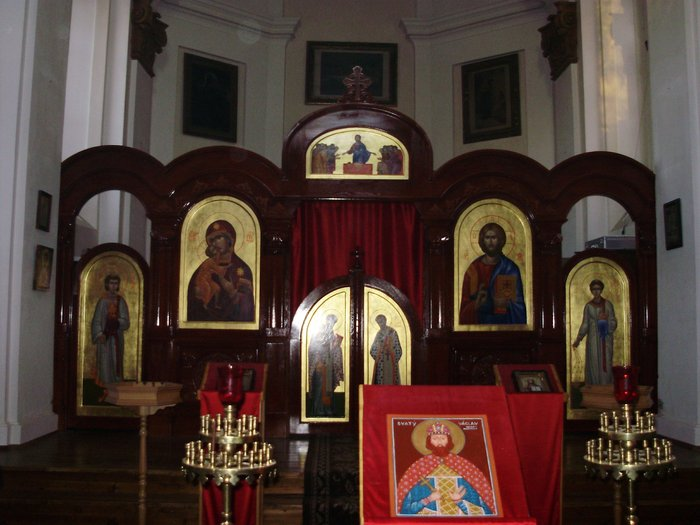
Ikonostas v chrámu sv. Václava v Litoměřicích

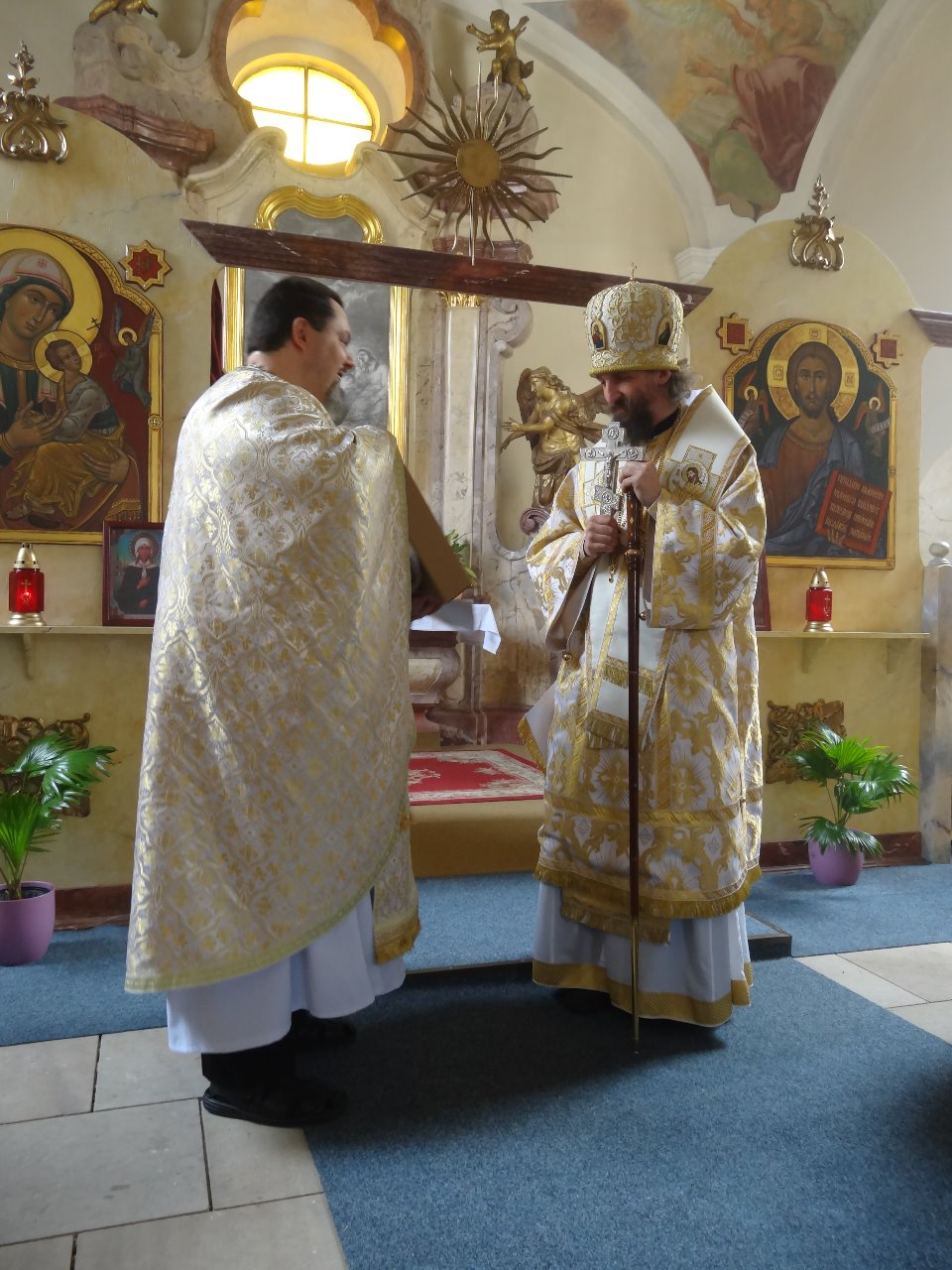
Arcibiskup Jáchym a farář M. Šantin před ikonostasem v chrámu sv. Josefa Snoubence v Roudnici n. L. v původně katolické kapli, v interiéru doplněnou o ikonostas, kopírující svým tvaroslovím původní barokní architekturu kaple

Ikonostas je dřevěná nebo mramorová stěna s průchody, která v pravoslavných a řeckokatolických chrámech a katedrálách odděluje presbyterium (neboli kněžiště) od lodi (tedy nejsvatější, oltářní prostor chrámu od prostoru pro laiky) a na níž jsou podle závazného systému v několika řadách upevňovány ikony. Na samém vrcholu ikonostasu je umístěn kříž.

## Historie
Ikonostas odděluje oltář od chrámové lodi a nahradil v prvních staletích křesťanství používanou přehradu nebo oponu. Kromě opony a přehrady se též používalo k přehrazení sloupořadí s architrávem, na kterém byl vytesán nebo vztyčen kříž. Císař Justinián postavil v Konstantinopoli v chrámu Boží Moudrosti dvanáct mramorových sloupů a na architrávu umístil reliéfní zobrazení Spasitele, Boží Matky, andělů, apoštolů a proroků.  Oltářní přehrada se ve své prvotní podobě nikde nezachovala – v pravoslavné Církvi se rozvíjela a byla zvětšena a na Západě zanikla (přesněji: získala podobu lektoria, později oltářní mřížky[zdroj?]).

## Charakteristika
Chrám je liturgický prostor pojímající shromáždění věřících a symbolicky do sebe zahrnující celý stvořený svět; představuje kosmický aspekt Církve.
Předěl mezi oltářem a chrámovou lodí je předěl mezi věčným a časným, jež se navzájem prolínají a sjednocují v nadčasovém aktu Eucharistie. Klasická podoba ikonostasu byla završena v 15. století a sestává z pěti řad završených křížem počínaje vrchní řadou:
1) Řada praotcovská – představuje starověkou předzákonní dobu od Adama po Mojžíše, v jejímž středu je umísťován obraz svaté Trojice u Mambrijského dubu.
2) Řada prorocká – představuje období Zákona od Mojžíše po Krista. Ve středu bývá umístěn obraz Matky Boží Znamení, v němž je vepsáno Izaiášovo proroctví: Protož sám Pán dá vám znamení: Aj, panna počne, a porodí syna, a nazůve jméno jeho Immanuel, které se vykládá jako S námi Bůh. 
3) Řada svátková – ukazuje novozákonní dobu, dobu milosti Boží, v níž došlo naplnění toho, co bylo zvěstováno v předchozích řadách. Jsou zde vyobrazeny hlavní události z Nového zákona, které Církev slaví jako Dvanáct velkých svátků. 
4) Řada deesní (řec. modlitba) – andělé a svatí se zde připojují v určitém pořadí k centrální trojdílné ikoně, kde po stranách Spasitele se nachází napravo Boží Matka (nalevo od diváka) a zleva je Jan Křtitel. Deésis (z řec. δέησις) je prosba nebo modlitba, zde vyjadřuje přímluvné modlitby Boží Matky a Jana Křtitele, kteří jsou představiteli Nového a Starého zákona, za celé lidstvo před nebeským Soudcem.
5) Řada místní – uprostřed se nacházejí tzv. Carská vrata, po jejichž stranách jsou zpravidla umístěny dvě velké ikony: vpravo ikona Spasitele a vlevo od diváka Matka Boží s Dítětem. Tyto místní ikony jsou předmětem bezprostředního uctívání věřícími, před nimiž v pravoslavném chrámu staví svíce a přinášejí modlitby.
Carská vrata se také nazývají Královské dveře nebo Svaté dveře, které symbolicky představují vchod do Božího Království. Bývá na nich umístěna ikona Zvěstování přesvaté Bohorodice a čtyři evangelisté, neboť zvěstování je počátkem spasení člověka. Na rozhraní mezi oltářem a chrámovou lodí, na soleji, se věřící účastní svaté Eucharistie, která je zobrazena nad dveřmi jako Poslední večeře Páně.
Boční dveře (severní a jižní) se nazývají diákonské, neboť jsou na nich zobrazováni andělé a svatí diákoni jako spolusloužící při uskutečňování Eucharistie. Na volná místa mohou být přidány další ikony. 
Mnohde se lze setkat s menšími provedeními ikonostasu. Tato provedení se mohou skládat jen ze čtyř základních ikon (Kristus, Panna Maria, Jan Křtitel a patron chrámu).

## Význam
Odshora dolů ikonostas rozkrývá proces Božího zjevení a uskutečnění spásy. Počínaje obrazem svaté Trojice, Předvěčné Rady, pramene bytí světa a Božího zámyslu s ním jdou řady zpodobující přípravu v období Starého zákona a prorockých předzvěstování k řadě svátků, tedy k naplnění toho, co bylo připraveno, a k přicházejícímu završení Božího díla spásy, k deesní řadě. To vše se jakoby soustřeďuje k Osobě Ježíše Krista, jednoho ze svaté Trojice. Kristus nikdy není sám - je vždy Hlavou svého těla. Nikdy není oddělen od Panny Marie a od svých přátel - svatých. Deesis ukazuje, že konečným cílem Božího vtělení bylo, aby Vtělený měl tělo, jímž je Církev, nové lidstvo, vykoupené a znovuzrozené ve své Hlavě. Význam přehrady nebyl vysvětlován jako rozdělení, ale jako spojení dvou částí chrámu – jako svazek lásky a jednoty v Kristu.
Ikonostas ukazuje stálé vznikání Církve v čase a její život až do završení Parúsií. Vyjadřuje postupné naplnění smyslu Církve od Adama po poslední soud. Do novozákonní svatyně svatých, do Království Božího, je člověku otevřen vchod skrze oponu, tj. skrze tělo Kristovo Žid 10, 20 (Kral, ČEP), které nahradilo roztrženou oponu starozákonního chrámu.

## Galerie

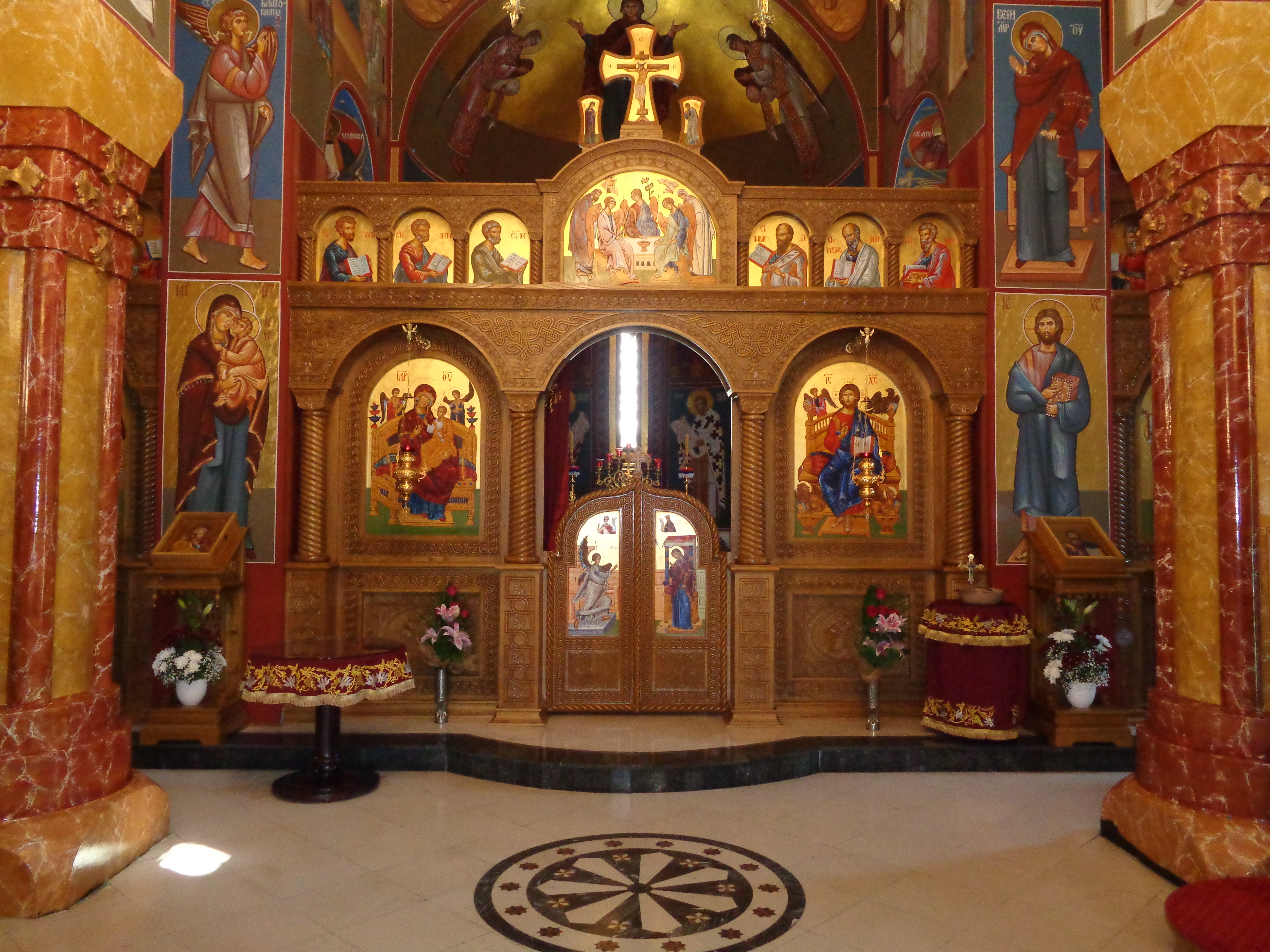
Ikonostas v chrámu Lazarica, Bělehrad
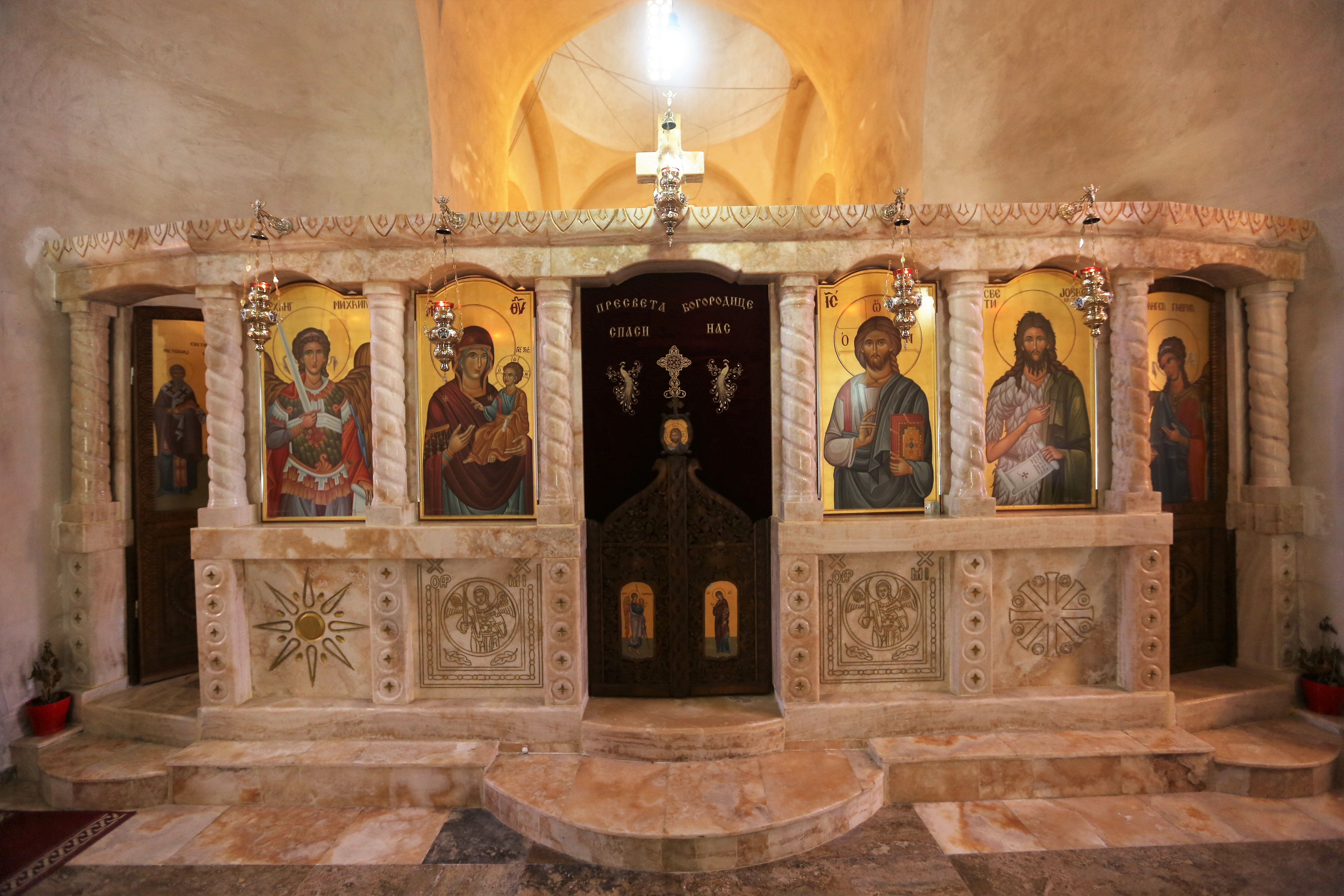
Ikonostas v chrámu Pustec, Albánie
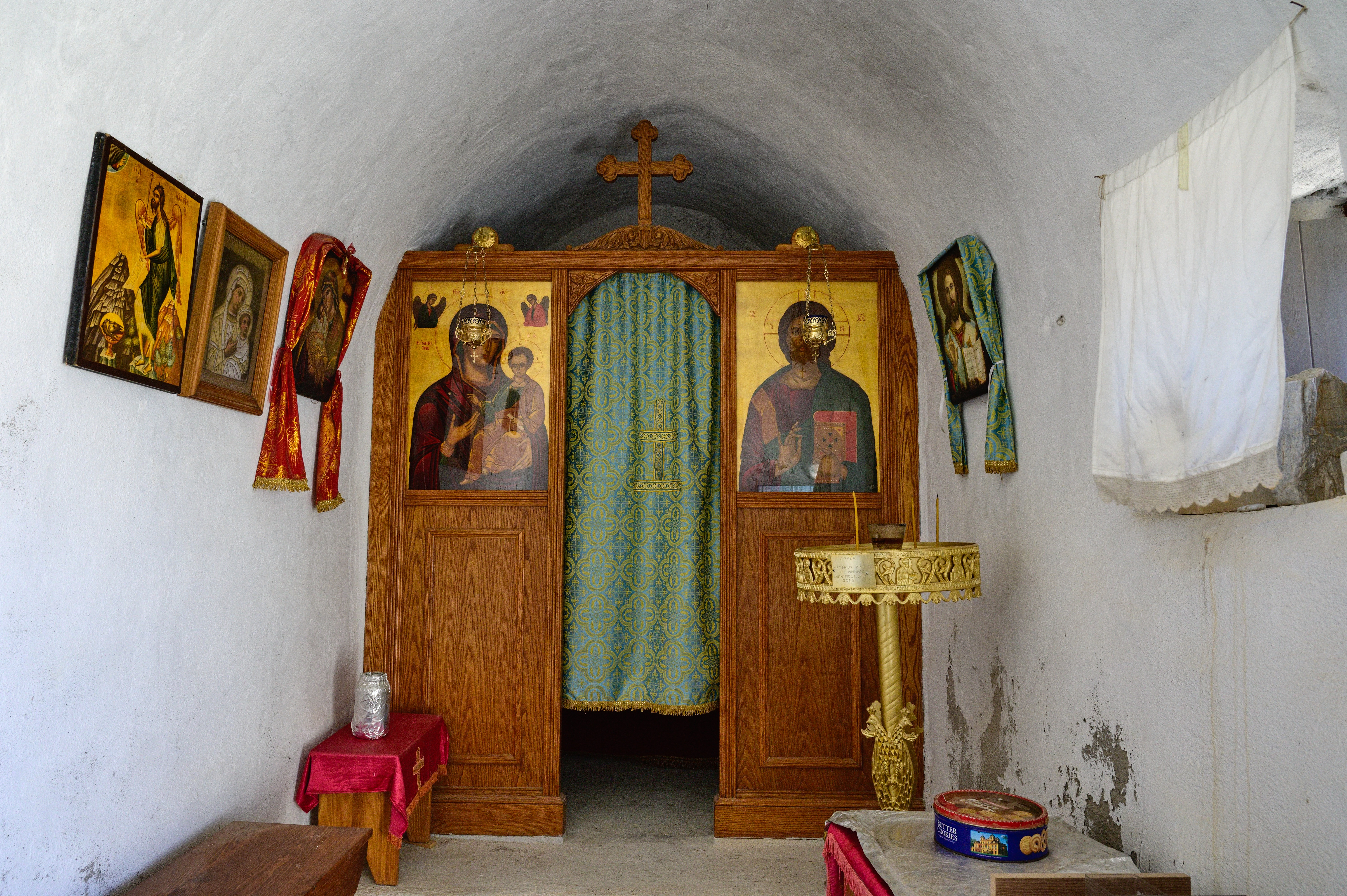
ikonostas v kapli Panagia sto Dokari, Anafi, Kyklady
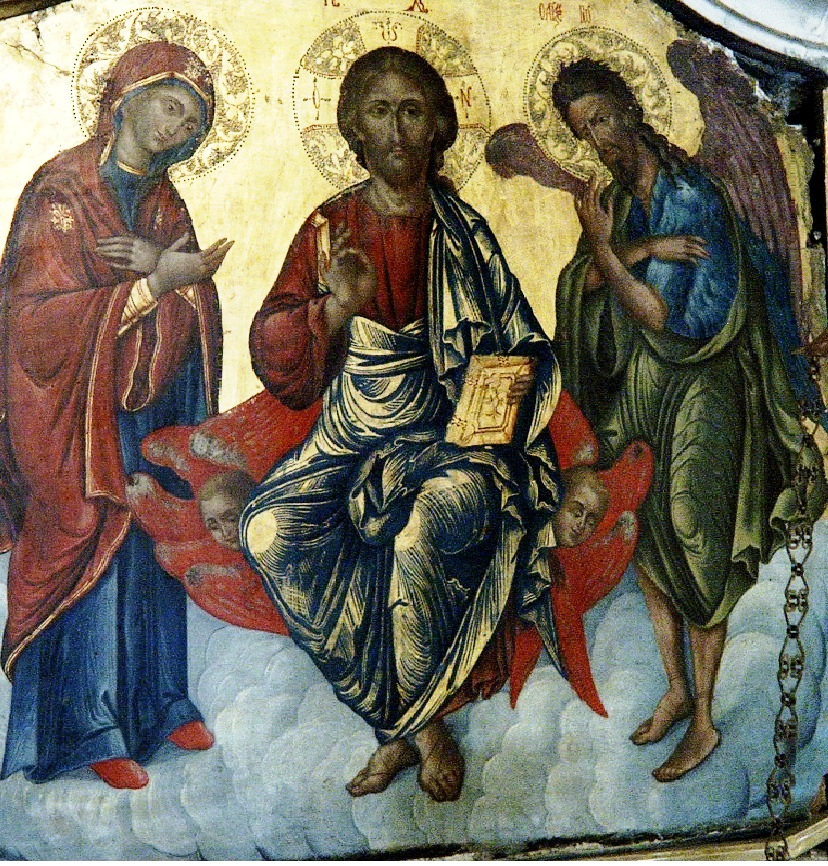
Efstathios Karousos, Deesis
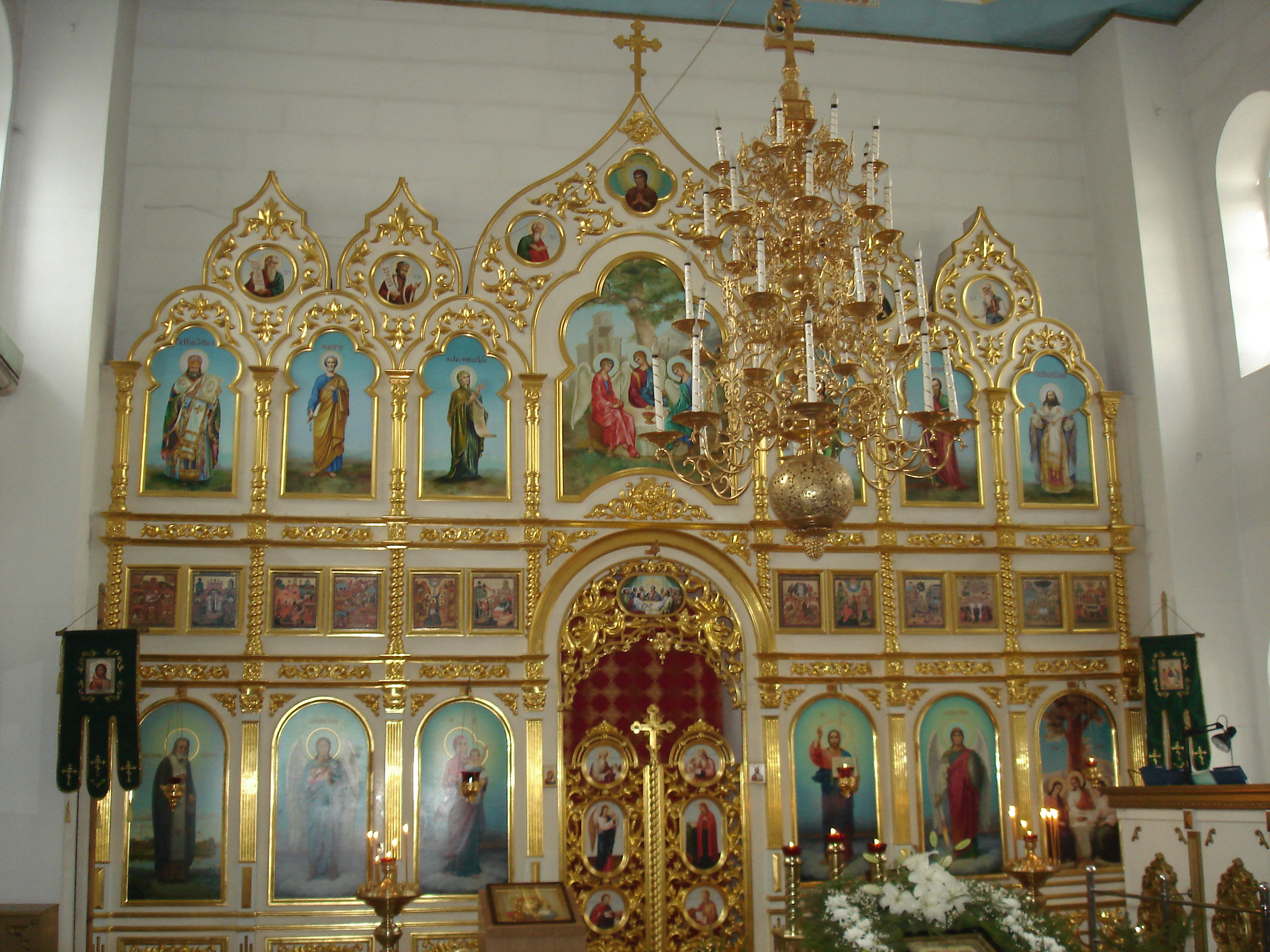
Ikonostas chrámu Životodárné Trojice, Kamensk-Šachtinskij
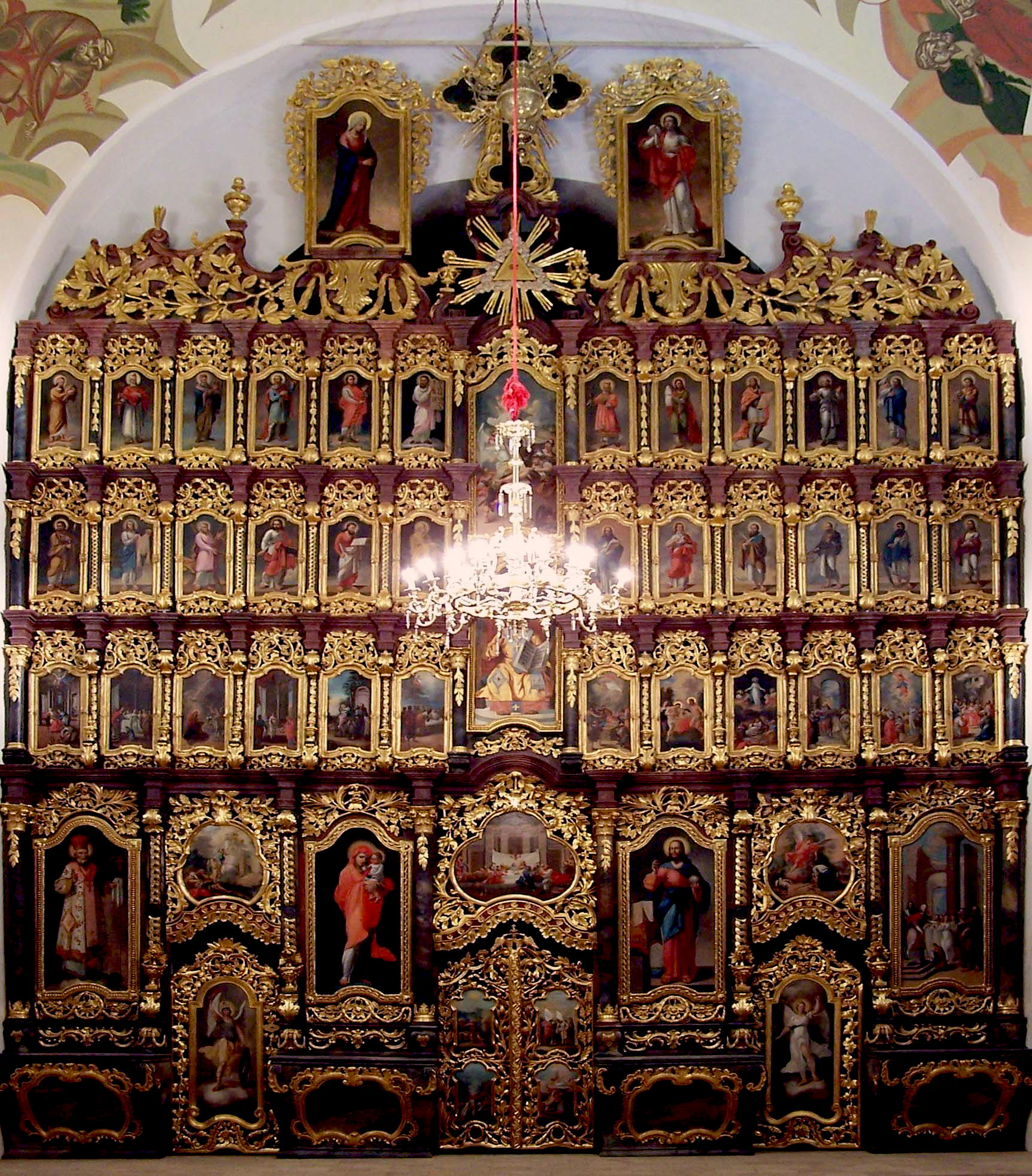
Ikonostas v řeckokatolické katedrále v Hajdúdorogu
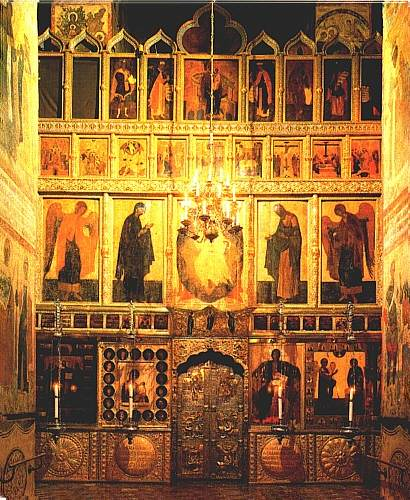
Ikonostas v katedrále Zvěstování v Moskvě